# Palau Llobera
El Palau Llobera (també conegut com a Palau d'En Llobera, els Dominics o el Seminari Vell) és un edifici d'estil gòtic de la primera meitat del segle xv, que forma part de l'Inventari del Patrimoni Arquitectònic Català de la ciutat de Solsona (Solsonès).
Està ubicat a l'actual carrer dels Dominics. Inicialment va ser construït per a ser un hospital de pobres, tal com Francesca de Llobera va deixar estipulat en el seu testament l'any 1411, en el qual "institueix com a hereu universal dels seus béns l'hospital que ha de construir-se a Solsona"; ha tingut usos diversos, des de ser un hospital, un col·legi de dominics, una universitat literària, un seminari, una escola parroquial i, en l'actualitat, és la seu del Consell Comarcal del Solsonès i on s'ubica l'Oficina de Turisme.

## Història
L'any 1411 es funda l'Hospital de Llobera, edifici que va fer construir tal com s'estipulava en el seu testament, la senyora Francesca de Llobera, filla de mercaders i descendent dels senyors de Falchs i dels vescomtes de Cardona), juntament amb el seu marit Bernat Guillem de Peramola i Aramunt. Francesca va disposar que l'edifici portés el nom de Llobera en record dels seus pares, i en el testament disposava que en algunes pedres, tant de dins com de fora, s'hi esculpissin les armes de casa seva, un llop i les del seu marit, una mola, i algunes d'aquestes pedres encara són visibles actualment. Inicialment, l'hospital va estar dedicar a l'asil de pobres i vells.
Joan de Llobera (Solsona, ~1370 — Barcelona, 1446) va fer realitzar dos retaules per a l'hospital de Llobera, fundat per la seva cosina i el seu marit, Bernat Guillem de Peramola, i del quan n'era administrador. Aquests van ser fets pels pintors Jaume Cirera i Bernat Puig (pintor) l'any 1431.

### Seglexvii
A principis del segle xvii, l'edifici ja no funcionava com a hospital va ser cedit als dominics, per mitjà d'una butlla papal el 21 de novembre de 1614; el 1619, amb motiu d'una donació (fundació), feta per Francesc de Llobera, aquests s'hi instal·laren i muntaren un col·legi, i passaren a anomenar-lo Col·legi dels Sants Miquel i Gabriel i d'En Llobera. En aquest col·legi s'hi ensenyava filosofia i teologia a estudiants del Principat de Catalunya, alhora que servia com a convent dels mateixos dominics.

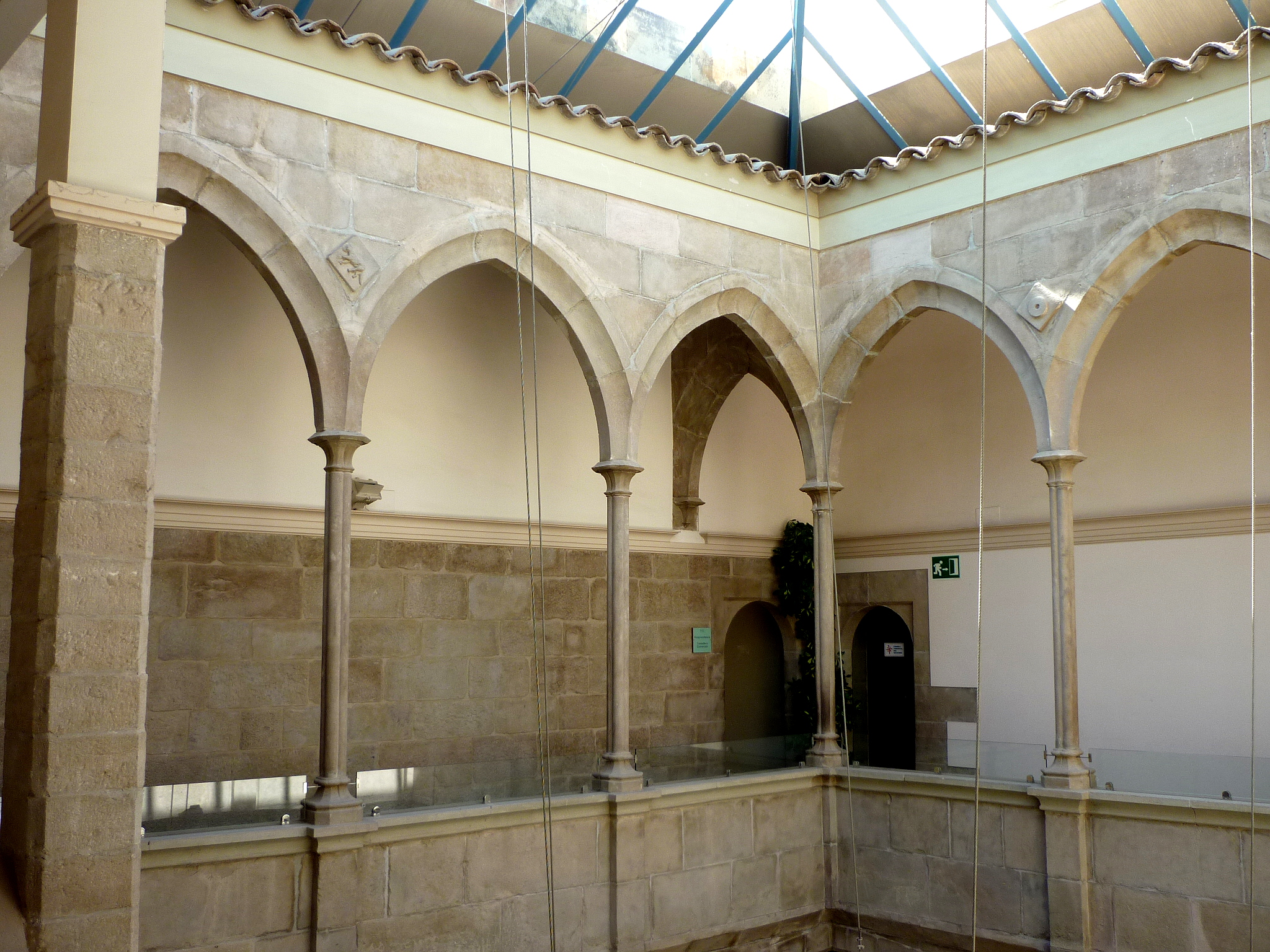
Galeria del palau

Al llarg dels anys, el nombre d'estudiants va anar en augment, fins al punt que es va demanar i obtenir del papa Pau V, l'any 1620, la seva promoció a universitat, amb tots els privilegis que comportava, tal com tenien les altres universitats que els dominics tenien a Sevilla, Alcalá de Henares, Salamanca i Valladolid. La universitat estava agregada al col·legi, i era dirigida pels pares de l'ordre dels predicadors. Aquest nou ús comportà la realització de diverses modificacions i canvis en l'interior de l'edifici.
A la universitat de Solsona s'hi cursaven estudis de teologia, filosofia, dret civil i canònic i medicina, i tant hi estudiaven estudiants laics com clergues. Els títols que aquests obtenien a la universitat tenien validesa arreu de Catalunya, així com al Regne de Mallorca, i també servien per a obtenir dignitats catedralícies (per exemple, el que seria bisbe d'Urgell, Joan Baptista Desbac i Mortorell).
La fi de la universitat va venir deguda al decret de Nova Planta, que Felip V d'Espanya va promulgar i aplicar en acabar la guerra de Successió; no obstant, s'hi seguí cursant estudis fins a l'any 1820.

### Seglexix
Els primers decennis del segle xix comportaren força canvis en l'ús i propietat de l'edifici; per un costat, l'any 1821 es suprimeix el convent dels dominics a causa de la persecució religiosa que es dugué a terme per part dels governs liberals; i per l'altra banda, comportà una restauració de certs usos anteriors per a l'edifici: va recuperar primer les seves funcions com a hospital l'any 1837 de les mans dels carlins, quan aquests entraren a la ciutat (el convertiren en l'Hospital de Sang). I a l'any sobre, també va recuperar les usos universitaris, la Universitat Carlista, fet que es mantingué fins que els carlins van ser a la ciutat, fet que es produí l'any sobre, amb el consegüent trasllat de la universitat al monestir de la Portella.
Uns anys després, concretament el 1846, es dona un nou ús a l'edifici, passant a funcionar com a seminari diocesà, fins a principis del segle XX (1909), que els estudiants sacerdotals passen a instal·lar-se al nou Seminari Diocesà. (el Seminari Menor ja s'havia traslladat al nou edifici del Col·legi de Sant Magí l'any 1897).

### Segle XX
Amb els canvis i moviment al nou seminari, l'edifici passà a realitzar funcions d'escola de primeres lletres.
El 1912, s'hi instal·len de nou els pares dominics, fins a l'any 1929, any en què es fundà l'Escola del Sagrat Cor, escola que era dirigida pels germans de les escoles cristianes. La Guerra Civil Espanyola va provocar la suspensió de l'ensenyament a l'edifici, però un cop acabada la guerra aquest es va reprendre, convertint-se en escola parroquial a càrrec del Bisbat.
L'any 1989, el Consell Comarcal del Solsonès va comprar l'edifici al Bisbat, i en començà la restauració. Aquestes restauracions van provocar la descoberta de despulles dels dominics, en enderrocar-se el mur de l'antiga capella (que actualment és el fons de la sala de plens).
El 21 de febrer de 1992, el Consell Comarcal es traslladà definitivament a aquesta nova ubicació, on actualment encara es manté. El 7 juliol de 2011, s'inaugurà la recuperació de l'entrada principal de l'edifici (fins aleshores, al Consell Comarcal s'hi accedia directament des d'una porta lateral), juntament amb una remodelació de la planta baixa, "la part més noble de l'edifici", tal com explicava Antoni Albalate, cap dels serveis tècnics del consell i responsable de les obres.
Per a celebrar els 600 anys d'existència de l'edifici, l'any 2011 es dugué a terme una exposició per a commemorar-ho.

## L'edifici
És un edifici públic, gran i sumptuós, fet tot de pedra picada i de tres plantes. És un bell exemplar de l'arquitectura catalana del segle xv, amb l'estructura clàssica dels cases senyorials de l'època, que originàriament tenia forma rectangular. Té 28 metres de llargària, amb un pati obert al seu centre, l'escala sobre-volta al seu costat i una esvelta galeria d'arcuacions ogivals, volada sobre el pati i sostinguda per mènsules, als quatre costats d'aquest claustre i amb accés al mateix. A la planta baixa hi ha les naus laterals, amb volta de canó apuntada, i la porta que dona accés des del carrer és renaixentista (1641). A la segona planta queden restes d'un finestral gòtic geminat. Al segle passat s'hi adherí una nova ala annexa a l'edifici.
La façana principal ostenta una gran portada amb dovelles i obertures que donaven llum a les naus interiors. Aquesta gran portalada, juntament amb els finestrals convertits en balcons i altres obertures, deixen entreveure la forma original de l'edifici solsoní, i recorden l'elegància d'aquest insigne casal del gòtic català.
La banda est de l'edifici descansava sobre la muralla, i tenia un pati o mirador on posteriorment s'hi construí una altra part de l'edifici per adaptar-ho com a seminari.